# George Eugene Uhlenbeck

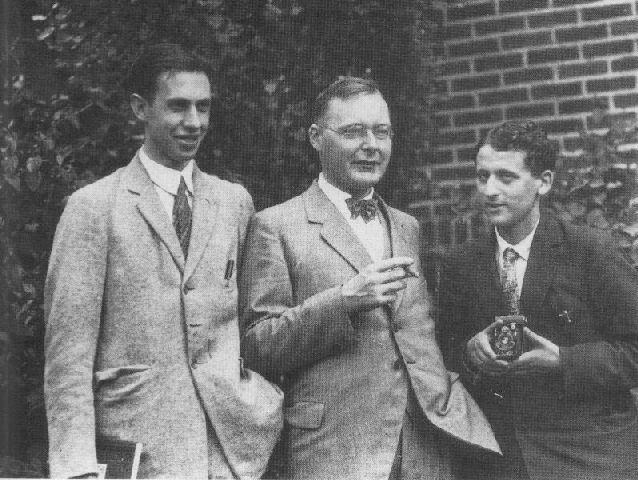
George Uhlenbeck, Hendrik Kramers, y Samuel Goudsmit en 1928 en Ann Arbor.

George Eugene Uhlenbeck (6 de diciembre de 1900, Batavia, Indias Orientales Neerlandesas – 31 de octubre de 1988, Boulder (Colorado)) fue un físico teórico neerlandés-estadounidense. Él introdujo el concepto del spin, que postula que los electrones giran sobre un eje, con Samuel Abraham Goudsmit, por lo cual fueron galardonados con la Medalla Max Planck en 1964. Uhlenbeck también fue premiado con la Medalla Lorentz en 1970 y el Premio Wolf en Física en 1979.
Él fue estudiante del físico austríaco y matemático Paul Ehrenfest. 
Su hijo fue el bioquímico Olke C. Uhlenbeck, casado con la matemática Karen Uhlenbeck.